# Число Рейнольдса

Вихрова доріжка навколо циліндра. Це може відбуватися навколо циліндрів і куль, для будь-якої рідини, розміру циліндра та швидкості рідини, за умови, що число Рейнольдса становить приблизно від 40 до 1000.

Число Рейнольдса({\displaystyle \mathrm {Re} }) — характеристичне число та критерій подібності у гідродинаміці, що ґрунтується на відношенні інертності руху течії флюїда до його в'язкості. 

## Загальні відомості
Це визначення запропонував Д.Г.Стокс 1851 року, а названо його на честь фізика Озборна Рейнольдса (1842–1912), який проповідував його використання з 1883 року.
Число Рейнольдса часто використовують для завдань гідродинаміки щодо проведення розгляду розмірностей, а також заради визначення динамічної подібності між різними досліджуваними випадками руху рідини. Це число також застосовується для характеристики різних режимів: ламінарної або турбулентної течії. Ламінарна течія спостерігається при малих числах Рейнольдса, коли сили в'язкості переважають, і вона визначається сталістю розподілу швидкості руху рідини. Турбулентний режим спостерігається при великих числах Рейнольдса, коли переважають сили інерції, котрі здебільшого спричиняють безладні вихори та іншу нестійкість потоку.

## Визначення
Число Рейнольдса можна визначити для низки різних становищ, коли рідина перебуває у відносному руху до поверхні твердих тіл. Воно залежить від таких властивостей рідини, як густина і в'язкість, а також швидкості та притаманної довжини (характеристичного розміру). Останній параметр є предметом узгоджень — наприклад радіус або діаметр рівною мірою справедливі для характеристики сфери чи кола, але вибирають параметр попередньо узгоджений. Для завдань повітро- чи судноплавства можуть використовуватись довжина або ширина об'єкта. Для задач, що розглядають течію в трубі або рух кулі в рідині часто застосовують внутрішній діаметр труби чи діаметр кулі, відповідно. Для інших форм (наприклад, прямокутні труби або несферичні об'єкти) слід визначати еквівалентний діаметр. Для рідин зі змінною густиною (наприклад, гази, що є стисливими) або змінною в'язкістю (неньютонівські рідини) застосовуються особливі правила. Швидкість в окремих випадках також може бути предметом узгоджень, зокрема, у разі посудин з інтенсивним перемішуванням рідини.
Позначається Re, іноді R.
{\displaystyle Re={\frac {\rho ul}{\eta }}={\frac {ul}{\nu }}},
де: {\displaystyle \eta =\nu \rho },
Використані позначення фізичних величин:
{\displaystyle \rho } — густина рідини або газу.
{\displaystyle u} — характеристична швидкість,
{\displaystyle l} — визначальна довжина або розмір,
{\displaystyle \eta } — динамічна в'язкість,
{\displaystyle \nu } — кінематична в'язкість,
Обтікання рідиною перешкод підкорюється закону подібності, згідно з яким подібні системи з однаковими числами Рейнольдса поводяться однаково. Наприклад, залежність швидкості від координати задається формулою виду 
{\displaystyle v=uf(\mathbf {r} /l,Re)}
залежність тиску від координати визначається формулою виду 
{\displaystyle p=\rho u^{2}f(\mathbf {r} /l,Re)}
тощо.

## Використання
Число Рейнольдса часто використовують у задачах гідродинаміки при проведенні аналізу розмірностей, а також для визначення динамічної подібності між різними експериментальними випадками руху рідини. Це число також використовується для характеристики ламінарної або турбулентної течії. Ламінарна течія спостерігається при малих числах Рейнольдса, де сили в'язкості переважають, і вона характеризується сталістю розподілу швидкості руху рідини. Турбулентний режим спостерігається при великих числах Рейнольдса, коли переважають сили інерції, котрі, як правило, спричиняють хаотичні вихори та іншу нестабільність потоку.
У трубах круглого перерізу при Re < 2300 (критичне число Рейнольдса) режим руху рідини ламінарний, а при Re > 2300 – турбулентний.